# Luc Méloua
Pour les articles homonymes, voir Méloua  (patronyme).
Luc Méloua (ლუკა მელუა en géorgien), né à Paris  le 27 décembre 1936 et mort à Arpajon le 17 décembre 2010, est un motoriste et un journaliste français. Voisin de l’autodrome de Linas-Montlhéry, à Saint-Germain-lès-Arpajon, il porte très jeune intérêt aux sports mécaniques. 

## Biographie
Ancien élève de l’Ecole des techniques aéronautiques et de construction automobile devenue ESTACA, Luc Méloua a pour condisciple Jean-Pierre Beltoise, futur pilote de Formule 1 et Jean-Louis Marnat futur pilote des 24 heures du Mans. Il débute comme journaliste-pigiste à La Gazette de l’Ile-de-France auprès de deux personnalités issues de la Résistance, Yann Poilvet, démocrate-chrétien originaire de Bretagne et Joseph Barsalou, radical-socialiste originaire du Sud-Ouest. Il devient, quelques années plus tard, secrétaire de rédaction à plein temps de l’hebdomadaire et y croise Jean-Louis Moncet, stagiaire.
Il est nommé commissaire de route puis commissaire-technique aux côtés de Marcel Delaherche au sein de l'Association motocyclecariste de France (AMCF) et de la Fédération française de motocyclisme. À ce titre, il officie, dès la fin des années 1950, au Bol d'or, aux  manches de championnat de France et à la course de côte Octave Lapize organisées sur l'autodrome de Linas-Montlhéry. Il se spécialise ensuite dans les sports mécaniques pour une revue espagnole, le magazine Sport Auto et la presse régionale (le Républicain et le Parisien) tout en poursuivant une carrière technique au Centre d’essais en vol de Brétigny-sur-Orge. 
En 1973, avec une partie de l'équipe de Sport Auto,  Gérard Crombac, Thierry Lalande et Jean-Louis Moncet, il  monte, en un weekend, une voiture de sport livrée en kit.
De 1973 à 1988, il publie une série d'ouvrages théoriques et pratiques sur les moteurs thermiques utilisés pour l'enseignement par les écoles d'ingénieurs et le centre de formation Peugeot de Sochaux-Montbéliard,. Ces ouvrages sont présents dans les bibliothèques techniques et universelles, et cités par les amateurs,,.
Il s'intéresse aussi à la préparation de moteurs de kart, avec Raymond  Mousset au sein du club de karting de Brétigny-sur-Orge qui remporte plusieurs fois le championnat de France, de voitures de compétition au sein de plusieurs écuries privées tant en rallye (NSU puis General Motors avec la pilote Josette d'Anna) qu’en vitesse (24 heures du Mans, Écurie Louis Meznarie, Porsche) ou de motocyclette avec Yamaha (vitesse et motocross).
En 2003, il crée, avec Claude Parmentier et son frère Mirian Méloua, les premières journées franco-géorgiennes de Leuville-sur-Orge sous le patronage de l'ambassade de Géorgie et du Conseil général de l'Essonne,.
Il meurt le 17 décembre 2010 et est inhumé au carré géorgien du cimetière de Leuville-sur-Orge.

## Publications
- en 1973 et 1977 (2 éditions), Le gonflage des moteurs, Editions CILAM[16],[17],
- en 1984, 1985, 1986, 1987, 1991 (5 éditions), La préparation des moteurs, Editions EPA[18],
- en 1985 et 1987 (2 éditions), Compresseurs et turbos, la suralimentation, Editions EPA[19],
- en 1988, avec Geoffrey Howard, Aérodynamique automobile, Editions EPA.
- de 2007 à 2010, la revue électronique, les Georgian News[20], diffusée à travers le monde en trois langues, français, anglais et géorgien, langue qu’il maîtrise de par l’origine de ses parents[21].

## Source
- (ka) National Parliamentary Library of Georgia : « ლუკა მელუა »